# نبرد تونه‌گاوا
نبرد تونه‌گاوا (انگلیسی: Battle of Tonegawa) نبردی در اواخر دوره سنگوکو بود که پس از حمله اوئه‌سوگی کنشین به قلعه تاکدا شینگن در ولایت کوزوکه و در مجاورت رود تونه‌گاوا رخ داد. سرانجام پس از یک نبرد طرفین از یکدیگر فاصله گرفتند.